# Zinza (langue)
Pour les articles homonymes, voir Zinza.
Le zinza est une langue bantoue parlée par la population zinza en Tanzanie.